# ベッキー・リンチ
ベッキー・リンチ（Becky Lynch、1987年1月30日 - ）は、アイルランド出身の女性プロレスラー。2025年現在はWWEに所属。本名はレベッカ・クイン（Rebecca Quin）。
2002年にプロレスラーとしてのトレーニングを始める。キャリア初期は地元アイルランドの団体に参戦するが、まもなくヨーロッパや北米のインディ団体を回り始める。
2006年の負傷をきっかけとするおよそ6年間もの欠場期間を経て2013年にWWEと育成契約を結ぶ。
2018年にザ・マン(The Man)というキャラクターで大ブレイクし、2019年の女子ロイヤルランブルを制すると同年のレッスルマニア35では史上初めて女子レスラーとしてメインイベントで試合をする。この試合でシャーロット・フレアーとロンダ・ラウジーから勝利し二冠王者となった。

## 来歴

### インディー団体
10代でプリンス・デヴィットとポール・トレイシーが開いたレスリングスクールに入門。2002年11月11日、レベッカ・ノックスとしてデビュー。キャリア初期には母国アイルランドで活動、NWAアイルランドでエデン・ブラックと対戦も敗れる。
2006年、SHIMMER初参戦。2月12日のデビュー戦でアリソン・デインジャーに勝利。
2005年11月に初来日。IWGPのメインでアジャ・コング、グラン浜田とタッグを組むが敗れる。9日に後楽園ホールでバトルロイヤルに出場。
2006年8月に再び来日し、13日のNEO板橋グリーンホール大会にて浦井百合に勝利。17日の「THE WOMAN」新木場1stRING大会では闘牛・空と組み、GAMI&木村響子に勝利。18日のNEOでは宮崎有妃と組み、ラ・アマポーラ&木村に勝利。20日に「レッスルエキスポ2006」で木村とシングル対戦するが敗れる。

### WWE

#### NXT
2013年4月8日、WWEと契約を結び入団。NXTに所属する。8月29日、リングネームがベッキー・リンチに決まる。
2014年6月26日、NXTにてデビューを果たし、サマー・レイと対戦。サマー・レイがシャーロットとサーシャ・バンクスと仲間割れをしていたところに隙を突いて丸め込み、デビュー戦を勝利で飾った。

#### WWE
2015年7月13日、シャーロットとサーシャ・バンクスと共にWWEへと昇格。RAWにてリング上でマイクパフォーマンスをしていたチーム・ベラ  (ブリー・ベラ & ニッキー・ベラ & アリシア・フォックス)に対してステファニー・マクマホンよりディーヴァ戦線に革命を起こす事を宣言され、呼び出される形で登場。自身とシャーロットはペイジとPCB、そしてサシャはナオミとタミーナ・スヌーカとチーム・ビューティフル・アンド・デンジャラス（Team B.A.D.）なるユニットをそれぞれ結成した。
2016年9月11日、Backlash 2016にて新設されたWWEスマックダウン女子王座争奪6パックチャレンジマッチに出場。最後にカーメラにディスアーマーを決めてギブアップを奪い勝利。初代王者に輝いた。
2018年9月16日、WWE Hell in a Cell 2018にてWWEスマックダウン女子王座を保持するシャーロット・フレアーに挑戦。最後にシャーロットのスピアーを切り返して丸め込むと3カウントを奪い勝利。ベルトを奪取した。11.18サバイバー・シリーズでのロンダ・ラウジーとのチャンピオンVSチャンピオンマッチが決定した。しかし11月12日の『ロウ』終盤にスマックダウン女子軍とともに乱入。ベッキーは大流血し、診断の結果鼻骨骨折と脳震盪でサバイバー・シリーズを欠場。ラウジーとの対戦は不可能となった。12月16日のWWE TLCではシャーロット、アスカとのトリプルスレッドTLC戦での選手権試合を行ったが、アスカがベルトを奪取され王座陥落となった。
2019年1月27日、Royal Rumble 2019でアスカとスマックダウン女子王座戦を行うが変形アスカロックに敗れる。その後に行われた女子ランブル戦で28番目に登場したラナが入場中に足首を痛めリングに上がるのが困難の時にベッキーが登場。関係者からの許可を得て出場し、最後にシャーロットと争った。試合はランニング・ビッグブートを避けつつショルダースルーで投げ飛ばすもロープを掴みつつエプロンに踏みとどまったシャーロットをクローズラインで落として初優勝を飾った。翌日の『ロウ』に登場しレッスルマニア35でのロウ女子王座戦でロンダ・ラウジーと対戦するはずだった。しかし翌週のロウで、ロイヤルランブルでのけがの状況に、ベッキーは診断を受けてないことが判明。そのためステファニー・マクマホンから無期限出場停止処分が科せられ、さらにトリプルHにビンタ。さらに11日放送では暴言の謝罪をしたが、CEOビンス・マクマホンがシャーロットともに登場。結局ビンスに対して謝罪拒否。ベッキーは60日出場停止処分が決定。レッスルマニアでの対戦ができなくなったが、そのロンダは同25日のRAWで王座ベルトを置き、翌週に正式返上が決まるとそこでベッキーの出場停止処分を解除と同時に3月10日のファストレーンでシャーロットとのRAW女子王座決定戦が行われる事が決まった。そのファストレーンはシャーロットの猛攻に苦戦するが終盤にロンダが乱入しベッキーに暴行。ベッキーが反則勝ちとなるが王座獲得にはならず、逆にレッスルマニアはこの3人によるRAW女子王座トリプルスレッドマッチが行われる事となった。そんな中、26日のスマックダウンでシャーロットがスマックダウン女子王座を奪還。それを受けて4月1日のRAWの冒頭でステファニー・マクマホンがレッスルマニアのトリプルスレッド戦を2番組の女子タイトルをかけた試合にすると発表。同番組ではベッキーはシャーロット&ロンダと組んでライオッド・スクワットに快勝したが直後に仲間割れを起こして警察沙汰まで発展してしまった。そして迎えたレッスルマニアはシャーロットをリングに置いたテーブルにロンダと協力して叩きつけ葬ったのちにロンダと直接対決となり、ファイヤーマンズキャリーで持ち上げられると切り返しつつ丸め込んで両女子王座を獲得した。2020年5月11日放送「RAW」で妊娠を発表。同時にロウ女子王座を返上。2023年9月2日、ペイバック大会ではトリッシュ・ストラタスとの金網戦に勝利した。9月30日、NXTノー・マーシー大会でティファニー・ストラットンをエクストリーム・ルールズ形式の王座戦で破り、NXT女子王者の防衛に成功した。2024年4月、レッスルマニア40で王者リア・リプリーに挑戦したが敗北し、女子世界王座獲得を逃した。2025年6月のWWEマネー・イン・ザ・バンクに出場し、ライラ・ヴァルキュリアとWWE女子インターコンチネンタル王座を掛けて勝利。

## エピソード
- 2年半、エアリンガスの客室乗務員として働いていたことがある。
- 2019年8月22日、自身のツイッターアカウントを更新し、同じくWWEに所属するセス・ロリンズと婚約した事を発表した[19]。

## 入場曲
- M.C.ハマー - U Can't Touch This[20]
- Celtic Invasion - 2025年現在使用中

## 獲得タイトル
WWE
- WWEロウ女子王座 : 2回
- WWEスマックダウン女子王座 : 4回

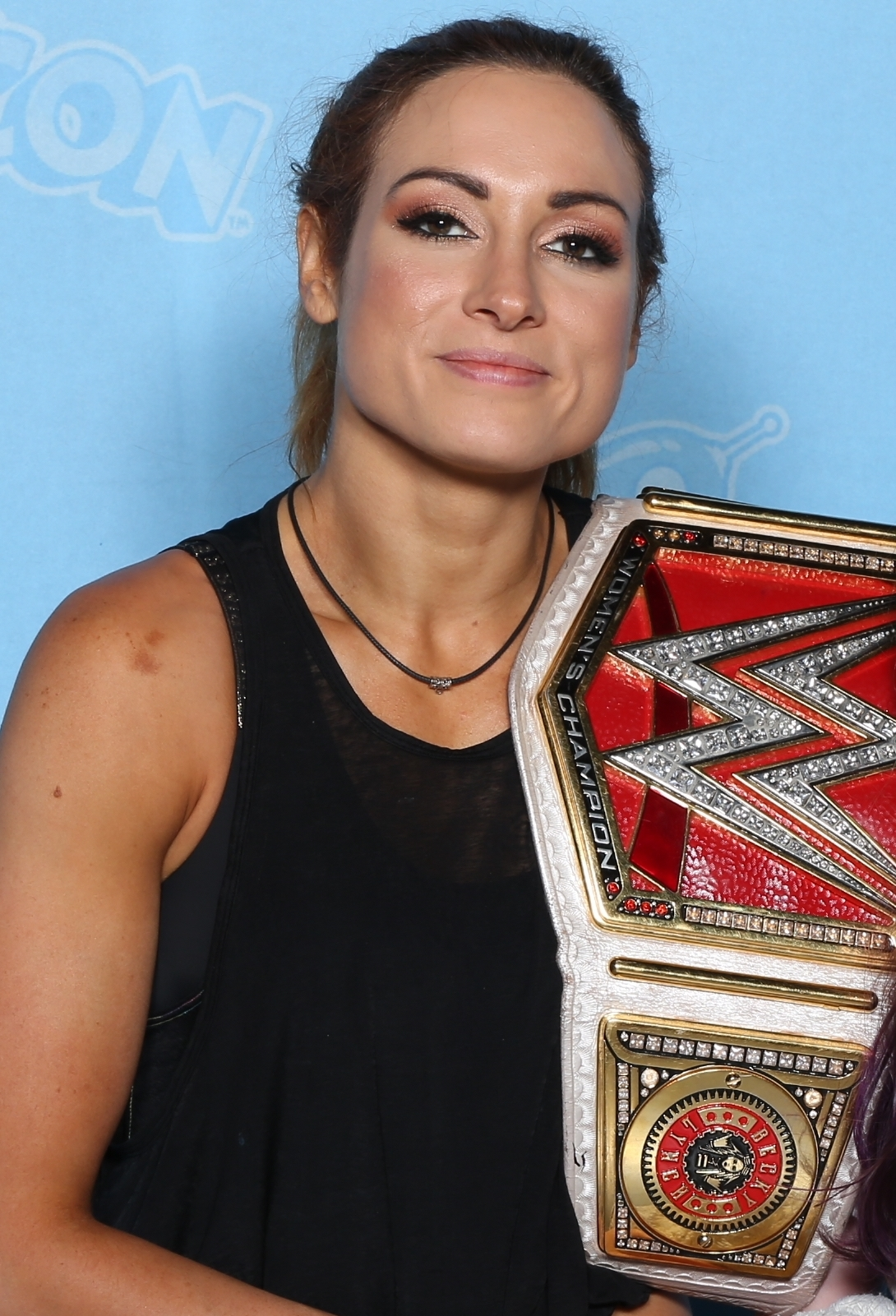
WWEロウ女子王座

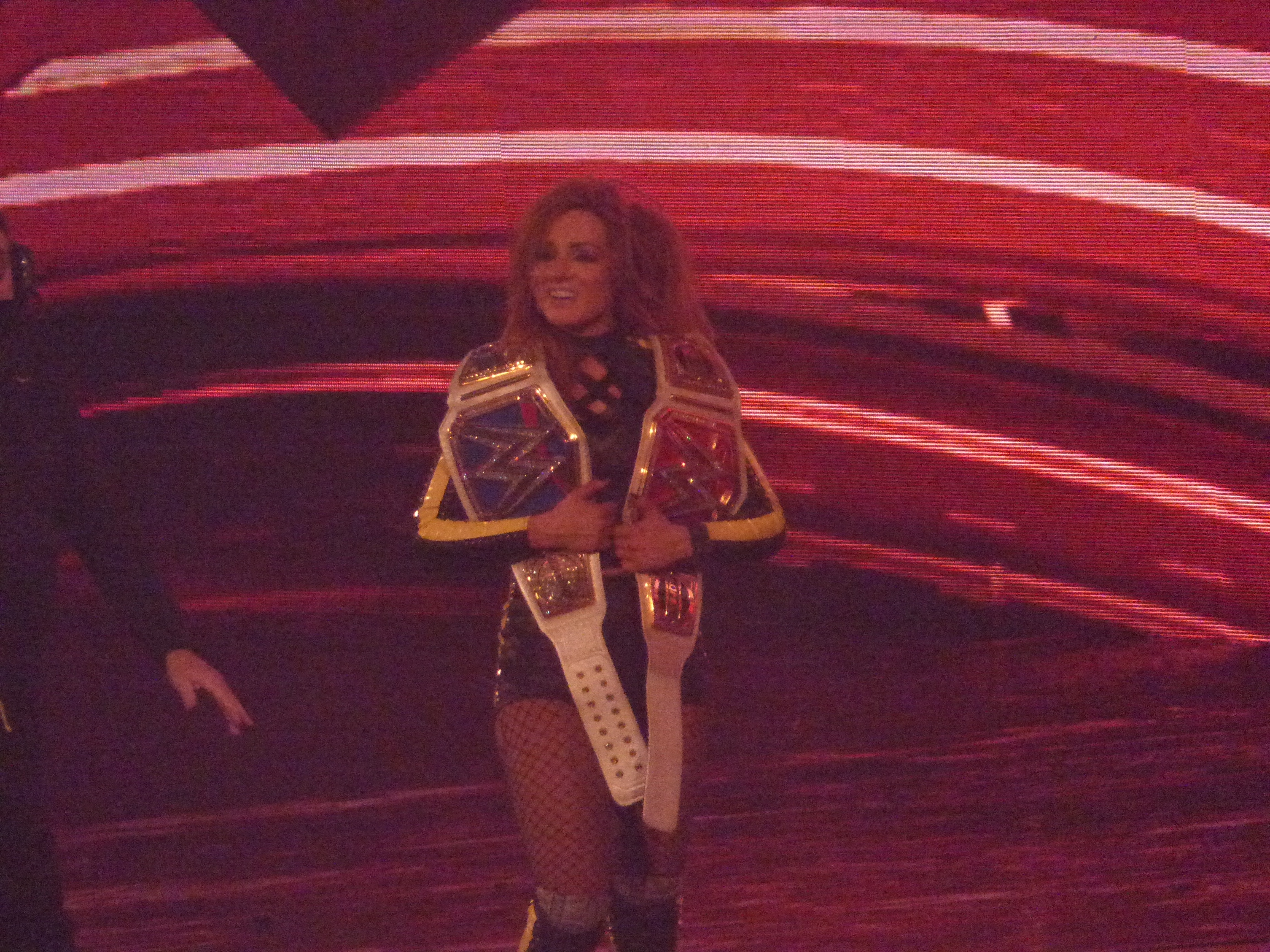
WWEロウ女子王座 (左肩) WWEスマックダウン女子王座(右肩)

- WWE女子タッグチーム王座 : 2回（w / リタ×1、ライラ・ヴァルキュリアw /×1）
- NXT女子王座 : 1回
- ロイヤルランブル : 2019年優勝
- グランドスラム達成
- WWE女子IC王座 1回

クイーンズ・オブ・カオス（Queens of Chaos）
- ワールド・クイーンズ・オブ・カオス王座[21]

スーパーガールズ・レスリング（SuperGirls Wrestling）
- スーパーガールズ王座[1][20][22]